# Richland Township (comté d'Ozark, Missouri)
Richland Township est un ancien township, situé dans le comté d'Ozark, dans le Missouri, aux États-Unis,.
Le township est fondé en 1860 et baptisé en référence à la famille locale des Richland.

### Source de la traduction
- (en) Cet article est partiellement ou en totalité issu de l’article de Wikipédia en anglais intitulé « Richland Township, Ozark County, Missouri » (voir la liste des auteurs).